# Metalinhomoeus effilatus
Metalinhomoeus effilatus is een rondwormensoort uit de familie van de Linhomoeidae. De wetenschappelijke naam van de soort is voor het eerst geldig gepubliceerd in 1942 door Stekhoven.